# 불경죄

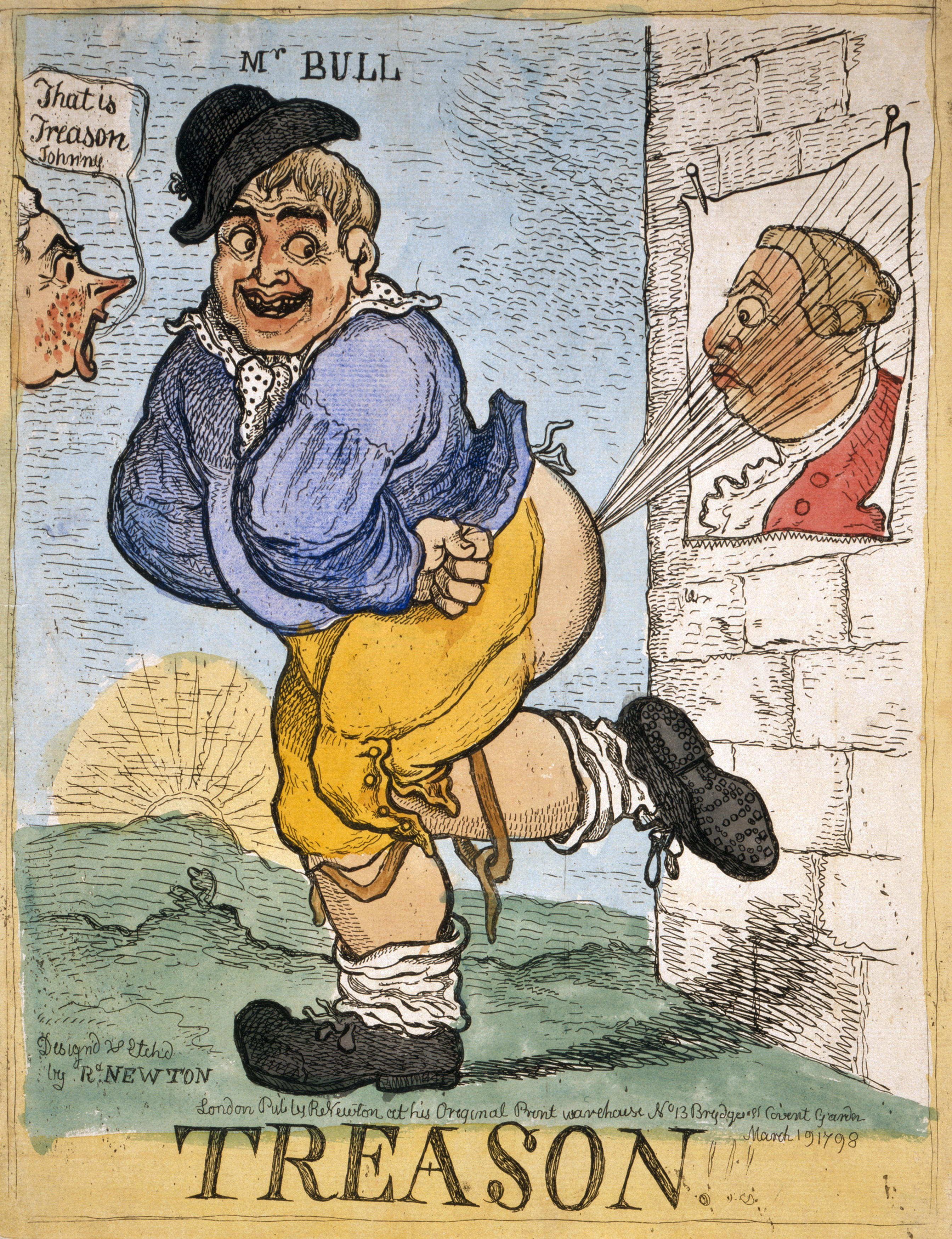

불경죄(不敬罪)는 국왕이나 황제 등 군주와 왕족이나 황족 등 군주의 일족에게 그 명예와 존엄을 해치는 등 불경으로 한 행위를 실행함으로써 성립하는 범죄이다. 전제 군주제 등 주권자인 군주와 국가의 존립을 동일시하는 체제에서 결정되는 경우가 많다.

## 나라별 불경죄

### 일본
일본 형법 제2편 제1장에(황실에 관한 죄) 불경죄와 관련된 범죄 조항이 존재하였으며, 1947년 형법 개정으로 폐지되었다. 일본 형법의 불경죄 객체는 천황, 태황태후, 황태후, 황후, 황태자, 황태손, 천황에 준하는 황족, 보통의 황족, 신궁, 황릉이었다.
제73조 천황, 태황태후, 황태후, 황후, 황태자 또는 황태손에 대하여 위해를 가하거나 또는 가한 자는 사형에 처한다. 

제74조 천황, 태황태후, 황태후, 황후, 황태자 또는 황태손에 대하여 불경의 행위를 한 자는 3월 이상 5년 이하의 징역에 처한다. 

제75조 황족에 대해 위해를 가한 자는 사형에 처하고, 가하는 자는 무기징역에 처한다.

제76조 황족에 대하여 불경한 행위가 있는 자는 2월 이상 4년 이하의 징역에 처한다.

#### 1907년 형법 조문(1907년 제정)
- 제1장　황실에 관한 죄

## 같이 보기
- 신성모독
- 명예훼손
- 피휘
- 소요죄
- 스트라이샌드 효과
- 반역죄